# Sparrsätra distrikt
Sparrsätra distrikt är ett distrikt i Enköpings kommun och Uppsala län. 
Distriktet ligger väster om Enköping. 

## Tidigare administrativ tillhörighet
Distriktet inrättades 2016 och utgörs av socknen Sparrsätra i Enköpings kommun.
Området motsvarar den omfattning Sparrsätra församling hade vid årsskiftet 1999/2000.